# أنجيلو ماير
أنجيلو ماير (بالألمانية: Angelo Mayer)‏ هو لاعب كرة قدم ألماني في مركز ظهير ‏، ولد في 10 سبتمبر 1996 في شروبنهاوزن في ألمانيا. لعب مع بايرن ميونخ 2.

## وصلات خارجية
- أنجيلو ماير على موقع قاعدة بيانات كرة القدم.إي يو (الإنجليزية)
- أنجيلو ماير على موقع عالم كرة القدم.نت (الإنجليزية)